# Psychotria boqueronensis
Psychotria boqueronensis är en måreväxtart som beskrevs av Herbert Fuller Wernham. Psychotria boqueronensis ingår i släktet Psychotria och familjen måreväxter. Inga underarter finns listade i Catalogue of Life.